# Universal Character Set
Universal Character Set (UCS) è una codifica di caratteri definita nell'ISO/IEC 10646.